# Devulli (Joida), Supa
Devulli (Joida) là một làng thuộc tehsil Supa, huyện Uttara Kannada, bang Karnataka, Ấn Độ.